# Albert Ungeheuer
Albert Ungeheuer (* 30. März 1915 in Mertert; † 19. Mai 1944 im KZ Natzweiler-Struthof) war ein luxemburgischer Widerständler im Zweiten Weltkrieg.

## Leben
1915 wurde er als Sohn eines Gärtners in Mertert geboren. Während des Zweiten Weltkriegs gehörte er der Widerstandsbewegung PI-MEN an. Von seinem Wohnort Differdingen und später von Les Ancizes (Puy-de-Dôme) aus schleuste er zahlreiche junge Luxemburger, die als Zwangsrekrutierte aus der Wehrmacht desertiert waren, über die Grenze nach Frankreich. Durch eine durch Folter erpressten Aussage eines Luxemburgers kam die Gestapo ihm und seinen Helfern auf die Spur, verhaftete ihn am 14. März 1944 und deportierte ihn in das SS-Sonderlager Hinzert. Er wurde am 18. Mai 1944 in das KZ Natzweiler-Struthof verlegt und dort am 19. Mai 1944 hingerichtet.
Die Luxemburger Vereinigung zu Ehren der damaligen Fluchthelfer nennt sich im Gedenken an ihn Amicale Albert Ungeheuer. Zu seiner Erinnerung findet jedes Jahr in Differdingen am 19. Mai eine Gedenkfeier statt.